# Селеніцереус великоквітковий
Селеніцеріус великоквітковий (Selenicereus grandiflorus, англ. Queen of the Night, ісп. Reina de la noche, «Королева ночі») — вид квіткових рослин родини кактусових (Cactaceae).

## Поширення
Selenicereus grandiflorus поширений в південно-східній частині Сполучених Штатів, в Мексиці і на островах Карибського регіону (Куба, Кайманові острови, Пуерто-Рико, Ямайка і Гаїті), у Центральній Америці (Гватемала, Беліз, Гондурас, Нікарагуа). Рослина є епіфітом, вона росте на деревах та скелях.

## Опис
Кактус має довгі повзучі сірувато-зелені паростки, які в природному середовищі існування виростають до 10 м і часто заплутуються в колючі клубки. Злегка хвилясті стебла, товщиною близько 2,5 см, мають 7 — 8 граней, на яких розташовуються невеликі ареоли, покриті сіро-білим «пухом» і забезпечені 5 — 18 маленькими колючками 0,5 — 1,5 см завдовжки, що обпадають в міру дорослішання паростка. Квітки ароматні, із запахом ванілі. Довжина трубки досягає 22 см, а діаметр розкритої квітки — 30 см. Зовнішні пелюстки оцвітини вузьколанцетні, світло-коричневі, довжиною 7 — 10 см, шириною 4,5 см. Внутрішні пелюстки дещо коротші, широколанцетні із завуженим кінчиком, формують 2-3 пухких нещільних шари. Серцевину квітки прикрашають численні жовті тичинки, довжиною 5 см. Після відцвітання зав'язуються яйцеподібні плоди пурпурних відтінків, розміри яких можуть досягати 8 см завдовжки.
Незважаючи на те, що цвітіння однієї квітки кактуса триває всього кілька годин, сам кактус може цвісти протягом усього літа, оскільки здатний зав'язувати до 50 бутонів за сезон.